# Astyanax maximus
Astyanax maximus är en fiskart som först beskrevs av Steindachner, 1877.  Astyanax maximus ingår i släktet Astyanax och familjen Characidae. Inga underarter finns listade.